# Миролюбівська сільська рада (Попільнянський район)
Миролюбівська сільська рада (до 1962 року — Кілівська сільська рада) — колишня адміністративно-територіальна одиниця та орган місцевого самоврядування у Попільнянському районі Білоцерківської округи, Київської й Житомирської областей Української РСР та України з адміністративним центром у с. Миролюбівка.

## Населені пункти
Сільській раді підпорядковані населені пункти:
- с. Миролюбівка

## Населення
Відповідно до результатів перепису населення СРСР, кількість населення ради, станом на 12 січня 1989 року, становила 1 166 осіб.
Станом на 5 грудня 2001 року, відповідно до перепису населення України, кількість мешканців сільської ради становила 954 особи.

## Склад ради
Рада складається з 14 депутатів та голови.

### Керівний склад сільської ради
| ПІБ                     | Основні відомості                                                 | Дата обрання | Дата звільнення |
| ----------------------- | ----------------------------------------------------------------- | ------------ | --------------- |
| Довгань Микола Павлович | Сільський голова, 1951 року народження, освіта, безпартійний      | 26.03.2006   | 31.10.2010      |
| Довгань Микола Павлович | Сільський голова, 1951 року народження, освіта вища, безпартійний | 31.10.2010   |                 |

Примітка: таблиця складена за даними джерела

## Історія
Створена 1923 року як Кілівська сільська рада, в с. Кілівка Попільнянської волості Сквирського повіту Київської губернії. 7 березня 1923 року включена до складу новоствореного Попільнянського району Білоцерківської округи.
Станом на 1 вересня 1946 року сільська рада входила до складу Попільнянського району Житомирської області, на обліку в раді перебувало с. Кілівка.
11 серпня 1954 року, відповідно до указу Президії Верховної ради Української РСР «Про укрупнення сільських рад по Житомирській області», до складу ради приєднано с. Лозовики ліквідованої Лозовиківської сільської ради Попільнянського району. 27 березня 1962 року, відповідно до рішення Житомирського облвиконкому № 268 «Про об'єднання населених пунктів Кілівка і Лозовики Попільнянського району», об'єднано села Кілівка та Лозовики в с. Миролюбівка, сільську раду перейменовано у Миролюбівську.
На 1 січня 1972 року сільська рада входила до складу Попільнянського району Житомирської області, на обліку в раді перебувало с. Миролюбівка.
Виключена з облікових даних 29 грудня 2016 року через об'єднання до складу новоствореної Попільнянської селищної територіальної громади Попільнянського району Житомирської області.